# USS Eldridge (DE-173)
USS Eldridge (DE-173) – amerykański niszczyciel eskortowy typu Cannon, nazwany na cześć komandora porucznika Johna Eldridge’a, Jr., następnie w okresie powojennym grecki Leon (D-54), służący do 1992 roku. Okręt stał się znany za sprawą domniemanego Eksperymentu Filadelfia, w którym miał brać udział.

## Historia
Okręt został zwodowany 25 lipca 1943 r. w Newark w USA. Między 4 stycznia 1944 r. a 9 maja 1945 r. żeglował po Morzu Śródziemnym eskortując konwoje z ludźmi i zaopatrzeniem dla operacji alianckich w Afryce Północnej i Europie. Łącznie odbył dziewięć rejsów do Casablanki, Bizerte i Oranu, po czym powrócił do USA.
28 maja 1945 r. wypłynął z Nowego Jorku w stronę Pacyfiku, gdzie miał pełnić służbę. Po drodze, w okolicach Saipanu, nawiązał kontakt z podwodnym obiektem, który zaatakował jednak bez rezultatu. 7 sierpnia przypłynął na Okinawę, gdzie do listopada 1945 r. patrolował okoliczne wody i eskortował konwoje na trasie Saipan–Ulithi–Okinawa. 17 czerwca 1946 r. został przeniesiony do rezerwy.
15 stycznia 1951 r. okręt został przekazany Grecji w ramach programu wzajemnej pomocy, gdzie służył jako „Leon” (D-54). 5 listopada 1992 r. został wycofany ze służby, a 11 listopada 1999 r. został sprzedany na złom w Pireusie.

## Eksperyment Filadelfia
28 października 1943 r. okręt miał wziąć udział w domniemanym wojskowym eksperymencie, który miał dowieść istnienia jednobiegunowego pola magnetycznego. Jedną z cennych z punktu widzenia wojska właściwości takiego nieznanego współczesnej fizyce pola byłoby odchylanie promieni światła nawet o kilka procent, co miałoby umożliwić ukrycie obiektu, znajdującego się w obszarze działania takiego pola. To mogłoby pozwolić na zakamuflowanie jednostek pływających i innych jednostek o znaczeniu militarnym i dawałoby znaczną przewagę taktyczną. Eksperyment miał się jednak zakończyć tragedią, a znaczna część załogi ponieść śmierć lub zapaść na choroby psychiczne.
Większość opisów tych wydarzeń opiera się na relacjach Alfreda Bielka, który podaje się za ich naocznego świadka. Nie ma jednak przekonujących dowodów wskazujących, iż eksperyment w ogóle się odbył, a Marynarka Wojenna Stanów Zjednoczonych temu zaprzecza.